# Parkia timoriana
Parkia timoriana là một loài thực vật có hoa trong họ Đậu. Loài này được (DC.) Merr. miêu tả khoa học đầu tiên.